# Фереро Роше
Фереро Роше је чоколадни слаткиш који прави италијанска мултинационална компанија Фереро.
Представљен 1982. године, слаткиш се састоји од целог печеног лешника у љусци испуњеној филом од лешника и покривеној млечном чоколадом и сецканим лешницима. Сваки има 73 калорије и посебно се пакује у златну фолију. Роше долази из француског језика и значи ″rock″, по пећини у римокатоличком светилишту у Лурду што одражава побожну веру Микелеа Ферера, дугогодишњег директора компаније Фереро. Такође, слаткиш може бити назван по Микелеовој мајци, Пијери Роше. Фереро је такође познат по производима као што су Нутела, Киндер Сурприсе и Тик Так.